# Список самолётов Сухого
Постановлением Правительства СССР в 1930 было создано авиационное Конструкторское бюро под руководством Павла Сухого. Первый серийный самолёт — Су-2 совершил первый полёт в 1937 году. Самый массовый самолёт — Су-17. Большинство самолётов не ушло дальше экспериментальных и проектов. Сегодня КБ Сухой работает над созданием истребителя пятого поколения СУ-75 и пассажирским самолётом Sukhoi Superjet 100.

## Самолёты Сухого

### Истребители
| Самолёт        | Фото | Тип                                   | Первый полёт    | Количество экземпляров                                                          | Годы производства | Прим.                                                                                               |
| -------------- | ---- | ------------------------------------- | --------------- | ------------------------------------------------------------------------------- | ----------------- | --------------------------------------------------------------------------------------------------- |
| И-4 (АНТ-5)    |      | Истребитель                           | 10 августа 1927 | 179                                                                             | 1928—1930         | Построен совместно с А. Н. Туполевым                                                                |
| И-14 (АНТ-31)  |      | Истребитель                           | 27 мая 1933     | 24                                                                              | 1934—1935         | Построен совместно с А. Н. Туполевым                                                                |
| Су-9           |      | Истребитель-перехватчик               | 10 октября 1957 | ~1150                                                                           | 1958—1962         | Первый реактивный истребитель КБ, строившийся серийно. Самый массовый истребитель Сухого.           |
| Су-11          |      | Истребитель-перехватчик               | 25 декабря 1958 | 108                                                                             | 1958—1965         | |
| Су-15          |      | Истребитель-перехватчик               | 30 мая 1962     | ~1300                                                                           | 1965—1975         | |
| Су-27          |      | Истребитель                           | 20 мая 1977     | 809                                                                             | С 1984            | |
| Су-27М         |      | Многоцелевой истребитель              | 28 июня 1988    | 16                                                                              | 1988—1996         | Так же известен под названием Су-35. Однако официально этот самолёт создавался по программе Су-27М. |
| Су-30          |      | Многоцелевой истребитель              | 31 декабря 1989 | Более 630 (на начало 2018 года)                                                 | С 1992            | |
| Су-30МКК       |      | Всепогодный истребитель               | 9 марта 1999    | 134                                                                             | С 2000            | |
| Су-30МКИ       |      | Многоцелевой истребитель              | 1997            | 249 (на май 2018 года)                                                          | С 2000            | |
| Су-30МКМ       |      | Многоцелевой истребитель              | 2007            | 18                                                                              | С 2007            | |
| Су-33          |      | Палубный истребитель                  | 17 августа 1987 | 35                                                                              | С 1989            | |
| Су-35          |      | Многоцелевой истребитель              | 19 февраля 2008 | 84 (на январь 2018 года)                                                        | С 2008            | |
| Су-57 (ПАК ФА) |      | малозаметный многоцелевой истребитель | 29 января 2010  | Всего 16 (10 лётных прототипов, 3 прототипа для наземных испытаний, 3 серийных) | С 2010            | |
| Су-75 (ЛТС)    |      | малозаметный многоцелевой истребитель |                 |                                                                                 |                   | |

### Бомбардировщики/Штурмовики
| Самолёт     | Фото | Тип                        | Первый полёт    | Количество экземпляров    | Годы производства | Прим.                   |
| ----------- | ---- | -------------------------- | --------------- | ------------------------- | ----------------- | ----------------------- |
| СЗ-1        |      | Легкий бомбардировщик      | 25 августа 1937 | 3                         | н. д.             | СЗ — Сталинское Задание |
| Су-2 (ББ-1) |      | Бомбардировщик             | 25 августа 1937 | 893                       | 1939—1941         |                         |
| Су-7        |      | Истребитель-бомбардировщик | 7 сентября 1955 | 1848                      | 1957—1972         |                         |
| Су-17       |      | Истребитель-бомбардировщик | 2 августа 1966  | 2867                      | 1969—1990         |                         |
| Су-24       |      | Фронтовой бомбардировщик   | 17 января 1970  | ~1400                     | 1971—1993         |                         |
| Су-25       |      | Штурмовик                  | 22 февраля 1975 | ~1320                     | С 1978            |                         |
| Су-25Т      |      | Штурмовик                  | 17 августа 1984 | ~20                       | 1991—1996         |                         |
| Су-34       |      | Фронтовой бомбардировщик   | 13 апреля 1990  | 118 (на январь 2018 года) | С 2008            |                         |
| Су-39       |      | Штурмовик                  | 4 февраля 1991  | 4                         | С 1995            |                         |

### Разведчики
| Самолёт | Фото | Тип                                      | Первый полёт  | Количество экземпляров | Годы производства | Прим. |
| ------- | ---- | ---------------------------------------- | ------------- | ---------------------- | ----------------- | ----- |
| Су-24МР |      | всепогодный самолёт комплексной разведки | Сентябрь 1980 | 130                    | С 1984            |       |

### Учебные
| Самолёт  | Фото | Тип                                     | Первый полёт   | Количество экземпляров | Годы производства   | Прим.                     |
| -------- | ---- | --------------------------------------- | -------------- | ---------------------- | ------------------- | ------------------------- |
| Су-25УТГ |      | Реактивный учебно-тренировочный самолёт | 4 июля 1990    | 15                     | С 1990              |                           |
| Су-28    |      | Учебно-тренировочный самолёт            | Август 1987    | 1                      | Серийно не строился |                           |
| Су-33УБ  |      | Учебно-боевой палубный истребитель      | 29 апреля 1999 | 1                      | Серийно не строился |                           |
| Су-49    |      | Учебно-тренировочный самолет            | Не взлетал     | 1                      | Серийно не строился |                           |
| УТБ      |      | Учебно-тренировочный бомбардировщик     | 14 июня 1946   | 25                     | до 1948             | Разработан на основе Ту-2 |

### Пассажирские
| Самолёт             | Фото | Тип                                    | Первый полёт    | Количество экземпляров     | Годы производства                                                           | Прим.                                |
| ------------------- | ---- | -------------------------------------- | --------------- | -------------------------- | --------------------------------------------------------------------------- | ------------------------------------ |
| Су-80               |      | Пассажирский самолёт местных авиалиний | 4 сентября 2001 | 3                          | С 2002                                                                      |                                      |
| Sukhoi Superjet 100 |      | Пассажирский самолёт средней дальности | 19 мая 2008     | 174 (на октябрь 2018 года) | Sukhoi SuperJet 100-95B с 2008 Sukhoi SuperJet 100-95LR с 4 марта 2014 года | Список самолётов Sukhoi Superjet 100 |

### Спортивные
| Самолёт | Фото | Тип                       | Первый полёт | Количество экземпляров  | Годы производства | Прим. |
| ------- | ---- | ------------------------- | ------------ | ----------------------- | ----------------- | ----- |
| Су-26   |      | Лёгкий спортивный самолёт | 30 июня 1984 | 65 серийных, 12 опытных | С 1984            |       |
| Су-29   |      | Лёгкий спортивный самолёт | 1991         | около 60                | С 1991            |       |
| Су-31   |      | Лёгкий спортивный самолёт | 1992         | не менее 50             | С 1992            |       |

### Сельскохозяйственные
| Самолёт | Фото | Тип                                 | Первый полёт | Количество экземпляров | Годы производства   | Прим.                                        |
| ------- | ---- | ----------------------------------- | ------------ | ---------------------- | ------------------- | -------------------------------------------- |
| Су-38   |      | Лёгкий сельскохозяйственный самолёт | 28 июля 2001 | 3                      | Серийно не строился | Единственный сельскохозяйственный самолёт КБ |

### Экспериментальные самолёты и проекты
| Самолёт             | Фото | Тип                                           | Первый полёт     | Количество экземпляров | Статус                                       | Прим.                                                                                           |
| ------------------- | ---- | --------------------------------------------- | ---------------- | ---------------------- | -------------------------------------------- | ----------------------------------------------------------------------------------------------- |
| АНТ-25 (РД)         |      | Многоцелевой рекордный самолёт                | 22 июня 1933     | 3                      | 2 экземпляра сохранились в музеях            | Построен совместно с А. Н. Туполевым                                                            |
| АНТ-37бис «Родина»  |      | Самолёт для дальних перелетов                 | 10 августа 1938  | 1                      | Не сохранился                                | Был переоборудован с целью осуществления беспосадочного перелёта Москва — Дальний Восток        |
| БАС-62              |      | Перспективная беспилотная авиационная система | Неизвестно       | 0                      | Проект                                       |                                                                                                 |
| КР-860              |      | Двухпалубный пассажирский самолёт             | Не взлетал       | 0                      | Проект закрыт                                |                                                                                                 |
| МФП (Су-XX)         |      | Перехватчик                                   | Не взлетал       | 0                      | Разработка прекращена                        |                                                                                                 |
| П-1                 |      | истребитель-перехватчик                       | 12 июля 1957     | 1                      | Не сохранился                                | Самолёт некоторое время использовался в качестве летающей лаборатории, затем был пущен на слом. |
| П-42                |      | Рекордный самолёт                             | 1986             | 1                      | Сохранился                                   |                                                                                                 |
| С-54/С-55/С-56      |      | Истребитель                                   | Не взлетал       | 0                      | Разработка прекращена                        |                                                                                                 |
| С-70 «Охотник»      |      | Тяжёлый ударный БПЛА                          | 3 августа 2019   | 2                      | Проект                                       |                                                                                                 |
| С-90                |      | Экранолёт                                     | Не взлетал       | 0                      | Проект                                       | Первый в мире экранолёт                                                                         |
| С-90-200            |      | Экраноплан-Амфибия                            | Не взлетал       | 0                      | Проект                                       | Строится совместно с «Aero Marine Engineering pte. ltd.»                                        |
| Су-1 (И-135)        |      | Истребитель                                   | 15 июня 1940     | 1                      | Не сохранился                                |                                                                                                 |
| Су-3                |      | Истребитель                                   | Не взлетал       | 1                      | Не сохранился                                |                                                                                                 |
| Су-4 (ББ-3)         |      | Бомбардировщик                                | Не взлетал       | 1                      | Не сохранился                                |                                                                                                 |
| Су-5                |      | Истребитель-перехватчик                       | 6 апреля 1945    | 1                      | Не сохранился                                |                                                                                                 |
| Су-6                |      | Штурмовик                                     | 13 марта 1941    | 10                     | Не сохранился                                |                                                                                                 |
| Су-7 (1944)         |      | Истребитель-перехватчик                       | 11 января 1945   | 1                      | Не сохранился                                |                                                                                                 |
| Су-8                |      | Сверхтяжёлый штурмовик                        | 11 марта 1943    | 2                      | Не сохранился                                |                                                                                                 |
| Су-9 (1946)         |      | Истребитель-бомбардировщик                    | 13 ноября 1946   | 1                      | Не сохранился                                |                                                                                                 |
| Су-10               |      | Фронтовой бомбардировщик                      | Не взлетал       | 1                      | Проект архивирован                           |                                                                                                 |
| Су-11 (1947)        |      | Истребитель                                   | 28 мая 1947      | 1                      | Не сохранился                                |                                                                                                 |
| Су-12               |      | Разведчик-корректировщик                      | 26 августа 1947  | 1                      | Не сохранился                                |                                                                                                 |
| Су-13               |      | Истребитель                                   | Не взлетал       | 0                      | Проект архивирован                           |                                                                                                 |
| Су-15 (1949)        |      | Истребитель-перехватчик                       | 11 января 1949   | 1                      | Не сохранился                                |                                                                                                 |
| Су-17 (1949)        |      | Фронтовой истребитель                         | 1949             | 1                      | Не сохранился                                |                                                                                                 |
| Су-37               |      | Многоцелевой истребитель                      | 2 апреля 1996    | 1                      | Проект закрыт                                |                                                                                                 |
| Су-47               |      | Палубный истребитель                          | 25 сентября 1997 | 1                      | Используется в качестве летающей лаборатории |                                                                                                 |
| Т-3                 |      | Истребитель                                   | 26 марта 1956    | 3                      | Прототип                                     | Послужил основой для Су-9                                                                       |
| Т-4                 |      | Сверхзвуковой бомбардировщик-торпедоносец     | 22 августа 1972  | 4                      | Сохранился                                   |                                                                                                 |
| Т-37 (Т-3А)         |      | Истребитель-перехватчик                       | Не взетал        | 1                      | Не сохранился                                |                                                                                                 |
| Т-49                |      | Перехватчик                                   | Январь 1960      | 1                      | Не сохранился                                |                                                                                                 |
| Т-60                |      | Бомбардировщик                                | 2015-2020        | 0                      | Проект                                       |                                                                                                 |
| Ш-90 (Т-12)         |      | Штурмовик                                     | Не взлетал       | 0                      | Проект отменён                               |                                                                                                 |
| ШБ (ББ-2)           |      | Дальний бомбардировщик                        | 9 апреля 1940    | 1                      | Не сохранился                                |                                                                                                 |
| Шквал               |      | Перехватчик                                   | Не взлетал       | 0                      | Разработка прекращена                        |                                                                                                 |
| SSBJ                |      | Сверхзвуковой бизнес-самолёт                  | Не взлетал       | 0                      | Проект закрыт                                |                                                                                                 |
| Sukhoi Superjet New |      | пассажирский самолёт                          | Не взлетал       | 0                      | В разработке                                 |                                                                                                 |
| Sukhoi/HAL FGFA     |      | Истребитель пятого поколения                  | Неизвестно       | 13                     | Проект                                       |                                                                                                 |